# Elecciones generales de Botsuana de 1989
Las elecciones generales de Botsuana de 1989 tuvieron lugar el 7 de octubre del mencionado año con el objetivo de renovar 34 de los 38 escaños de la Asamblea Nacional, ejerciendo estos funciones por el período 1989-1994. Se trató de los quintos comicios que tenían lugar en Botsuana tras su independencia del Reino Unido en 1966, y los sextos bajo sufragio universal en la historia del país. Tuvieron lugar al mismo tiempo que las elecciones de gobierno local. La elección siguió al referéndum de la reforma electoral, que fue boicoteado por la oposición debido a que no preveía la creación de una Comisión Electoral Independiente. Sin embargo, instauró la figura del «Supervisor de Elecciones» para la gestión del proceso, aunque este sería designado por el gobierno.
El oficialista Partido Democrático de Botsuana (BDP), bajo el liderazgo del presidente Quett Masire, llegó a los comicios beneficiado por un historial económico positivo y el mantenimiento de la estabilidad política a pesar de las continuas amenazas y agresiones militares por parte del régimen del apartheid de la vecina Sudáfrica durante el período anterior. El principal partido opositor, el Frente Nacional de Botsuana (BNF), sufrió una división cuando su antiguo líder Bathoen Gaseitsiwe, dirigente nacionalista tradicional del partido, lo abandonó por desacuerdos con el liderazgo del socialista Kenneth Koma. Los dos principales partidos organizaron elecciones primarias de cara a los comicios, garantizando un mayor control de los afiliados en la selección de candidatos.
En última instancia, el BDP logró un sexto triunfo abrumador consecutivo con el 64,78% de los votos válidamente emitidos y 31 de los 34 escaños electos. El BNF fue el único partido opositor en obtener escaños, ganando en tres circunscripciones (una menos que en las anteriores elecciones) a pesar de experimentar un crecimiento de seis puntos en el voto popular, con un 26,95%. El Partido Popular de Botsuana (BPP), de Phillip Matante, perdió su único escaño en el noreste del país y se vio fuera del Parlamento por primera vez desde la instauración del sufragio universal. A pesar de crecer tanto en escaños como en número de votos absolutos, el porcentaje de voto popular del BDP continuó cayendo y, por primera vez en su historia, no obtuvo más de dos tercios de los sufragios, mientras que una gran cantidad de bastiones oficialistas comenzaron a convertirse en escaños competitivos. A la vez, el BNF se consolidó como única fuerza opositora con representación parlamentaria y, al mismo tiempo, como un partido político de alto alcance nacional por fuera de sus bastiones de base tribal, demostrado con un sólido desempeño en las elecciones locales (reteniendo el control de los grandes centros urbanos).
A partir de 2019, esta permanece como la elección más reciente en la que el BDP obtuvo más del 60% de los votos.

## Antecedentes
Las elecciones generales de 1984, primeras posteriores a la muerte del presidente Seretse Khama, resultaron en un quinto triunfo aplastante para el conservador Partido Democrático de Botsuana (BDP), esta vez liderado por su vicepresidente Quett Masire. Sin embargo, los comicios evidenciaron un ligero desgaste para el oficialismo, sobre todo en el plano de las elecciones locales, donde perdió el control de varios centros urbanos de importancia ante el socialista Frente Nacional de Botsuana (BNF), en particular la capital, Gaborone. El período subsiguiente se caracterizó por una escalada de las tensiones entre Botsuana y la Sudáfrica del apartheid, que se saldaron con la intervención militar de las Fuerzas de Defensa de Sudáfrica en Gaborone el 14 de junio de 1985, dirigida contra integrantes del Congreso Nacional Africano apostados en el país ante la pasividad de las fuerzas armadas botsuanas.
Tras los anteriores comicios, Kenneth Koma, dirigente del BNF, logró con éxito obtener la victoria en una elección parcial en el distrito de Gaborone South en diciembre de 1984, luego de lograr la anulación del resultado anterior por vía judicial en medio de acusaciones de fraude. Bathoen Gaseitsiwe, hasta ese momento líder de la oposición, renunció para asumir como presidente del Tribunal Consuetudinario de Apelación, dejando a Koma en el liderazgo del BNF. Durante este período, la oposición fortalecida presionó para lograr mayores reformas en términos electorales. Criticaron duramente el sistema electoral injusto y la opacidad de la administración electoral. En 1987, el gobierno propuso la creación de la figura del «Supervisor de Elecciones», designado por el gobierno pero separado del Gabinete y sometió la cuestión a referéndum. La oposición rechazó esto y exigió la creación de una Comisión Electoral Independiente, por lo que resolvió boicotear la consulta. La propuesta fue aprobada con un 78% de los votos válidamente emitidos, pero la participación fue extremadamente baja.
El proceso electoral de 1989 vio la realización, por primera vez, de elecciones primarias tanto en el BDP como en el BNF en varias circunscripciones para elegir a sus candidatos al parlamento. Las primarias del BNF vieron a la facción de Koma tomar definitivamente el control del partido tras el retiro de Bathoen. Esto se notó particularmente en la región de Ngwaketse, donde Bathone había ejercido como jefe tribal y de cuyos escaños había dependido originalmente el partido para tener representación parlamentaria. Leach Tlhomelang, que ejercía como parlamentario de Kanye tras ganar las elecciones parciales posteriores al retiro de Bathoen, fue derrotado en su búsqueda por la reelección por Kingsely Mabe, candidato apoyado por Koma. Tlhomelang no reconoció los resultados y abandonó el BNF, fundando el Partido de la Libertad de Botsuana (BFP). La ruptura con la facción tribal implicó una dura pérdida para el BNF, que se vio restringido a su base urbana, a pesar de contribuir a su proceso de nacionalización.

## Sistema electoral
Los comicios se realizaron bajo la constitución vigente aprobada en 1966, y siguiendo los lineamientos de la ley electoral aprobada el 17 de mayo de 1968 con las reformas sancionadas en referéndum en 1987. De acuerdo con la misma, todo ciudadano botsuano mayor de veintiún años puede registrarse para votar en las elecciones, siempre que estén inscritos en la lista electoral de su lugar de residencia y no tengan una condena de prisión que supere los seis meses. Las listas electorales se establecen en las oficinas de votación de los barrios una vez que los distritos electorales se hubiesen demarcado. Un elector solo puede votar en la circunscripción en la que está registrado. El sufragio es universal, optativo y secreto. Todo ciudadano registrado como votante que fuere capaz demostrar un dominio oral y escrito suficiente del idioma inglés podría presentar su candidatura para diputado de la Asamblea Nacional. No podrían presentar su candidatura aquellos que incumplieran los requisitos, ni tampoco los miembros de la entidad tribal denominada Consejo de Jefes o los funcionarios públicos en ejercicio.
Los 34 escaños de la Asamblea Nacional son elegidos por medio de escrutinio mayoritario uninominal. Todo el territorio del país se encuentra dividido en 34 circunscripciones (un incremento de dos circunscripciones con respecto a la elección anterior), cada una de las cuales debe ser representada por un diputado, elegido por el electorado de dicha circunscripción a simple mayoría de votos. Cada candidatura a la Asamblea Nacional debe ser presentada por dos ciudadanos de la circunscripción que se disputará y respaldada por al menos otros siete. Un candidato no puede representar a más de una circunscripción. El presidente de la República es elegido al mismo tiempo que la Asamblea Nacional bajo un sistema indirecto. Los candidatos a la Asamblea Nacional deben declarar su apoyo por un candidato presidencial, y el candidato que reciba los apoyos de la mayor cantidad de diputados electos será de este modo elegido presidente. Su mandato es renovado cuando se renueva la Asamblea Nacional. En caso de la vacancia de un cargo parlamentario durante el período legislativo, se realizarán elecciones parciales en dicha circunscripción bajo el mismo sistema electoral.
Después de las elecciones, cuatro miembros de la Asamblea Nacional son designados por los parlamentarios electos para representar intereses especiales. El presidente y el fiscal general de la República son miembros ex officio sin derecho a voto.

## Candidaturas

### Candidaturas presidenciales

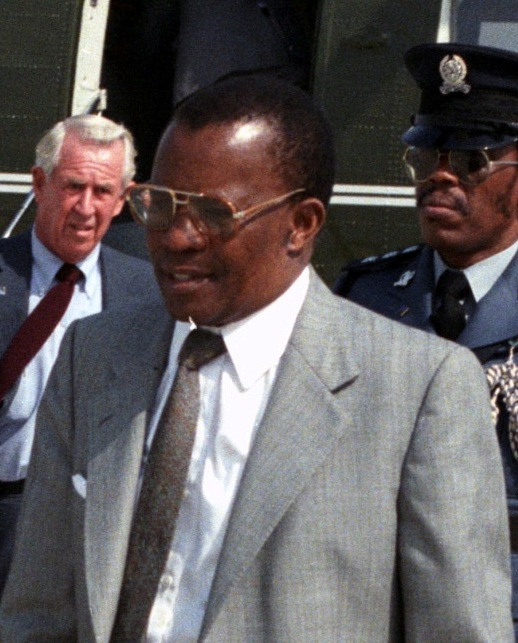
El presidente Ketumile Quett Masire lideró el Partido Democrático de Botsuana.

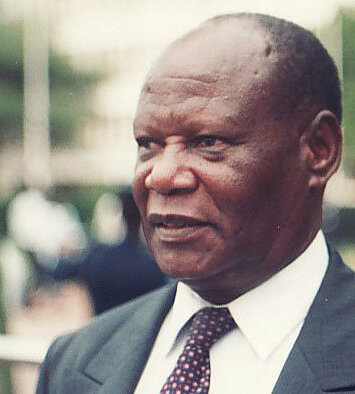
Kenneth Koma, líder del Frente Nacional de Botsuana.

Las nominaciones de candidaturas presidenciales fueron recogidas por el Jefe de Justicia, en calidad de Director de Escrutinio de Elecciones Presidenciales, el 9 de noviembre de 1989, en el edificio de la Corte Suprema. Tres líderes políticos presentaron sus documentos para postularse como candidatos presidenciales, recibiendo los tres la validación de la justicia.
| Candidato                      | Partido | Partido                               |
| ------------------------------ | ------- | ------------------------------------- |
| Knight Maripe                  |         | Partido Popular de Botsuana (BPP)     |
| Kenneth Koma                   |         | Frente Nacional de Botsuana (BNF)     |
| Quett Masire                   |         | Partido Democrático de Botsuana (BDP) |
| Fuente: Parlamento de Botsuana |         |                                       |

### Candidaturas parlamentarias
Como en todas las elecciones desde la independencia, el gobernante y dominante Partido Democrático de Botsuana (BDP) fue la única fuerza política en disputar la totalidad de los escaños, aunque enfrentó competencia en todas las circunscripciones. La dimisión de Bathoen Gaseitsiwe permitió consolidar a Kenneth Koma como líder del Frente Nacional de Botsuana (BNF), principal partido de la oposición. Koma impulsó la nacionalización del BNF para desmarcarlo de su pasado como una fuerza de carácter tribal, algo que ya empezaba a realizarse desde las anteriores elecciones, y disputó todas las circunscripciones excepto Nkange, donde llegó a un acuerdo con la Unión Progresista de Botsuana (BPU) para respaldar a su líder, Daniel K. Kwele, a cambio de que estos respaldaran a Raphael M. Sikwane, candidato del BNF en Francistown.
El resto de los partidos se vieron muy limitados a sus esferas regionales. El nuevo Partido de la Libertad de Botsuana (BFP) de Leach Tlhomelang disputó dos circunscripciones en el territorio de la tribu Bangwaketse. El Partido Popular de Botsuana (BPP) y el Partido de la Independencia de Botsuana (BIP) disputaron respectivamente escaños en el norte y en el noreste del país. Por primera vez en la historia electoral botsuana, no hubo candidatos independientes.
|  | 100.00 % |

|  | 97.06 % |

|  | 32.35 % |

|  | 26.47 % |

|  | 5.88 % |

|  | 2.94 % |

|  | 2.94 % |

## Campaña
El oficialista Partido Democrático de Botsuana, con el presidente Quett Masire como candidato para un tercer mandato, hizo campaña centrándose en su historial de logros económicos y estabilidad política. Enfrentó, como en sus anteriores contiendas, a una oposición bastante dividida y centralizada en diferentes regiones. El opositor Frente Nacional de Botsuana, bajo el liderazgo de Koma, se postuló bajo una plataforma socialista y buscó nacionalizar su discurso, desmarcándose de los liderazgos tribales criticando el gobierno «conservador y neocolonial» del BDP. Fuera de algunos incidentes menores, la campaña fue considerada por observadores internacionales como generalmente limpia, y la cobertura de los medios de comunicación de las actividades oficialistas y opositoras se consideró relativamente equilibrada. No obstante, el BDP seguía siendo por mucho el partido con mayor acceso a recursos económicos, lo que pudo debilitar a la oposición.
Como resultado del sistema de escrutinio mayoritario uninominal, gran parte de la campaña fue desarrollada por los candidatos en cada circunscripción. El método predominante para la difusión de propuestas fueron los debates al aire libre en las esquinas principales de los pueblos y ciudades. El BNF, por su parte, recurrió también a una estrategia de cara a cara, que ya había empleado en comicios anteriores. Los partidos fueron criticados por su enfoque de campaña rudimentario, que no incitaba a la participación. Hubo reportes de que el BDP envió cartas a los votantes solicitando su voto en la circunscripción de Francistown, lo que motivó una protesta formal del BPP, afirmando que constituía una forma de soborno.

## Resultados

### Resultado general

Resultados por circunscripción.

El Partido Democrático de Botsuana (BDP) revalidó su mayoría absoluta con una aplastante diferencia, triunfando en 31 de las 34 circunscripciones, lo que le valió la mayoría porcentual más abrumadora de su historia (superando el 91% de los escaños parlamentarios) y su sexto triunfo consecutivo. Sin embargo, continuó su declive en términos de voto popular respecto a la elección anterior, recibiendo el 64,78% de los votos válidamente emitidos (si bien obtuvo más votos absolutos que en los comicios anteriores, debido a un alza en el registro de votantes posterior a la reforma). Esto representó su peor desempeño hasta el momento, y la primera vez desde la independencia que recibía menos de dos tercios de los sufragios. La elección vio un aumento de las circunscripciones competitivas, y el BDP recibió más del 70% de los votos solo en la mitad de los distritos, con su hegemonía más férrea centrándose en el Distrito Central (su mayor triunfo fue en Serowe North, con el 92,47% de los votos) y acrecentando su dependencia del voto de la tribu BaNgwato. Las regiones más opositoras fueron el extremo norte (Okavango fue donde obtuvo su peor resultado porcentual, con el 34,51%) y la capital, Gaborone, reflejando la continua caída del partido en los grandes centros urbanos. No obstante, consiguió tomar el control de distritos opositores de larga data, como Kanye, Ngwaketse South y North East, más que nada por la división del voto opositor.
El segundo lugar correspondió al Frente Nacional de Botsuana (BNF), que creció hasta seis puntos en términos voto popular con un 26,95% de los votos. No obstante, debido a la división sufrida con la fundación del Partido de la Libertad de Botsuana (BFP) en la región sur del país, perdió sus antiguos bastiones en Kanye y Ngwaketse South, viéndose restringido a Okavango y las dos circunscripciones de Gaborone (donde obtuvo más del 55% de los votos). Así, a pesar de recibir casi el 27% de los votos (un récord para un partido opositor en ese momento), recibió solo tres escaños. Su acuerdo con la Unión Progresista de Botsuana (BPU) no dio muchos resultados y las dos circunscripciones donde cooperaron fueron ganadas por el BDP. Aunque la división de la oposición contribuyó al resultado, el BNF lo achacó más al sistema electoral (si los partidos opositores hubieran concurrido unidos, habrían obtenido un 35,22% de los votos pero hubieran ganado solo 7 escaños, menos del 21% del legislativo). El desempeño municipal del partido fue mucho más sólido: obtuvo 12 de los 13 escaños en el Concejo Municipal de Gaborone, 6 de 10 en Mochudi y 5 de 10 en Kanye. A pesar de la derrota, el BNF salió de las elecciones consolidado como una fuerza política nacional de amplio alcance tanto en centros urbanos como en algunas regiones rurales, y el único partido opositor al BDP que no estaba confinado a bastiones étnicos y tribales.
En consonancia con el crecimiento del BNF, la elección vio el descalabro definitivo de los demás partidos opositores. El Partido Popular de Botsuana (BPP), presente en el legislativo desde los primeros comicios en 1965, perdió su representación parlamentaria con la derrota de Kenneth M. Nkhwa en North East, a pesar de recibir un 4,35% de los votos a nivel nacional. El Partido de la Independencia de Botsuana (BIP) de Motsamai Mpho fracasó en recuperar sus antiguos distritos en el norte (donde fue suplantado por el BNF como fuerza opositora dominante) y solo logró ubicarse en segundo puesto en dos distritos, con un 2,48% de voto nacional (la primera vez que recibía menos del 3% de los votos). Sería la última elección que disputaría antes de su disolución para fusionarse con el BFP.
|  | 64.78 % |

|  | 26.95 % |

|  | 4.35 % |

|  | 2.48 % |

|  | 0.87 % |

|  | 0.54 % |

|  | 0.02 % |

|  | 100.00 % |

|  | 0.00 % |

|  | 100.00 % |

|  | 68.31 % |

### Resultado por circunscripción
|  | 57.27 % |

|  | 27.37 % |

|  | 15.36 % |

|  | 100.00 % |

|  | 65.35 % |

|  | 46.07 % |

|  | 34.51 % |

|  | 19.41 % |

|  | 100.00 % |

|  | 60.73 % |

|  | 60.26 % |

|  | 33.74 % |

|  | 6.00 % |

|  | 100.00 % |

|  | 60.85 % |

|  | 66.01 % |

|  | 33.99 % |

|  | 100.00 % |

|  | 54.30 % |

|  | 78.23 % |

|  | 21.77 % |

|  | 100.00 % |

|  | 69.66 % |

|  | 47.60 % |

|  | 43.30 % |

|  | 9.10 % |

|  | 100.00 % |

|  | 75.84 % |

|  | 44.84 % |

|  | 31.83 % |

|  | 23.33 % |

|  | 100.00 % |

|  | 67.79 % |

|  | 70.59 % |

|  | 20.09 % |

|  | 9.32 % |

|  | 100.00 % |

|  | 62.54 % |

|  | 57.97 % |

|  | 36.02 % |

|  | 6.01 % |

|  | 100.00 % |

|  | 66.73 % |

|  | 79.02 % |

|  | 19.42 % |

|  | 1.56 % |

|  | 100.00 % |

|  | 67.79 % |

|  | 71.22 % |

|  | 17.53 % |

|  | 11.25 % |

|  | 100.00 % |

|  | 66.71 % |

|  | 89.30 % |

|  | 10.70 % |

|  | 100.00 % |

|  | 71.54 % |

|  | 87.28 % |

|  | 12.72 % |

|  | 100.00 % |

|  | 67.48 % |

|  | 92.47 % |

|  | 7.53 % |

|  | 100.00 % |

|  | 68.46 % |

|  | 91.02 % |

|  | 8.98 % |

|  | 100.00 % |

|  | 65.08 % |

|  | 81.77 % |

|  | 16.25 % |

|  | 1.18 % |

|  | 0.80 % |

|  | 100.00 % |

|  | 67.71 % |

|  | 92.03 % |

|  | 7.97 % |

|  | 100.00 % |

|  | 70.57 % |

|  | 85.80 % |

|  | 14.20 % |

|  | 100.00 % |

|  | 62.28 % |

|  | 75.29 % |

|  | 24.10 % |

|  | 0.60 % |

|  | 100.00 % |

|  | 66.09 % |

|  | 59.20 % |

|  | 31.84 % |

|  | 8.96 % |

|  | 100.00 % |

|  | 67.79 % |

|  | 48.69 % |

|  | 48.16 % |

|  | 3.14 % |

|  | 100.00 % |

|  | 63.52 % |

|  | 78.07 % |

|  | 21.93 % |

|  | 100.00 % |

|  | 70.59 % |

|  | 80.53 % |

|  | 19.47 % |

|  | 100.00 % |

|  | 69.29 % |

|  | 75.48 % |

|  | 24.52 % |

|  | 100.00 % |

|  | 72.35 % |

|  | 66.00 % |

|  | 34.00 % |

|  | 100.00 % |

|  | 65.51 % |

|  | 58.07 % |

|  | 41.93 % |

|  | 100.00 % |

|  | 72.19 % |

|  | 71.21 % |

|  | 28.79 % |

|  | 100.00 % |

|  | 67.62 % |

|  | 50.02 % |

|  | 47.76 % |

|  | 2.22 % |

|  | 100.00 % |

|  | 77.24 % |

|  | 46.41 % |

|  | 41.62 % |

|  | 11.97 % |

|  | 100.00 % |

|  | 73.79 % |

|  | 59.77 % |

|  | 40.23 % |

|  | 100.00 % |

|  | 66.34 % |

|  | 65.27 % |

|  | 33.50 % |

|  | 1.23 % |

|  | 100.00 % |

|  | 63.52 % |

|  | 79.52 % |

|  | 20.48 % |

|  | 100.00 % |

|  | 72.45 % |

|  | 62.70 % |

|  | 35.96 % |

|  | 1.33 % |

|  | 100.00 % |

|  | 72.97 % |

|  | 49.53 % |

|  | 48.56 % |

|  | 1.91 % |

|  | 100.00 % |

|  | 76.35 % |

1. 1 2 3  En las circunscripciones de Nkange y Francistown, el BNF mantuvo un pacto electoral con la Unión Progresista de Botsuana.